# Hey Joe (Jimi Hendrix)
Hey Joe è un singolo del gruppo musicale anglo-statunitense The Jimi Hendrix Experience, pubblicato nel Regno Unito e nel resto d'Europa il 16 dicembre 1966.

## Produzione
Si tratta di una cover del brano di Billy Roberts Hey Joe, scritto nel 1962; la versione di Hendrix trova spunto in quella del cantante folk Tim Rose. Hendrix e il suo manager Chas Chandler avevano assistito più volte alle esibizioni di Rose al Cafe Wha? di New York, locale nel quale lo stesso Hendrix ebbe modo di suonare più volte. Il singolo viene fatto sentire al direttore artistico della Decco, il quale liquida il singolo dicendo che non era nulla di che, e che non vede potenziale nel brano. Colui che invece vede il grande potenziale nel brano è Kim Lambert, manager degli Who. Grazie a lui, il singolo prodotto da Chas Chandler, viene pubblicato dall'etichetta Polydor Records nel Regno Unito. Il 5 gennaio del 1967 il singolo entra nella classifica britannica dei dischi più venduti.

## Copertina
In Francia a pubblicare il singolo è la Barclay Records la quale sceglie come copertina una foto di Hendrix durante un'esibizione in uno show televisivo, così come farà poi per il primo album del gruppo. Negli Stati Uniti il singolo viene pubblicato nel 1967, con una copertina completamente diversa da quella usata in Europa.

## Tracce
Edizione UK 1966
1. Hey Joe – 3:20 (Billy Roberts)
2. Stone Free – 3:30 (Jimi Hendrix)

Edizione USA 1967
1. Hey Joe – 3:20 (Billy Roberts)
2. 51st Anniversary – 3:30 (Jimi Hendrix)

## Formazione
- Jimi Hendrix – voce, chitarra
- Noel Redding – basso, armonie vocali
- Mitch Mitchell – batteria